# Assan Ceesay
Assan Ceesay, né le 17 mars 1994 à Banjul en Gambie, est un footballeur international gambien qui évolue au poste d'avant-centre au Damac FC.

## Biographie

### En club
Né à Banjul en Gambie, Assan Ceesay est notamment formé au Sénégal, au Casa Sports, avant de rejoindre en 2016 la Suisse et le FC Lugano.
Le 30 août 2018, Ceesay s'engage en faveur du FC Zurich.
Le 23 janvier 2020, Assan Ceesay est prêté jusqu'à la fin de la saison au VfL Osnabrück.
Le 3 octobre 2021, Ceesay se fait remarquer lors d'une rencontre de championnat face au FC Sion en réalisant un quadruplé. En plus de ses quatre buts, il délivre une passe décisive pour Antonio Marchesano, et contribue ainsi grandement à la large victoire de son équipe (6-2),. Il marque ainsi l'histoire, en étant seulement le neuvième joueur à inscrire quatre buts en un seul match, depuis la création de la Super League.
Il remporte la Super League avec le FC Zurich lors de la saison 2021-2022.
À l'issue de la saison 2021-2022, il quitte le FC Zurich en fin de contrat pour le club promu en Serie A de l'US Lecce,.

### En équipe nationale
Assan Ceesay honore sa première sélection avec l'équipe nationale de Gambie face à la Tanzanie, le 7 septembre 2013, lors des éliminatoires du mondial 2014. Il entre en jeu lors de cette rencontre qui se solde par la victoire des siens (2-0).
Le 23 mars 2018, Ceesay inscrit son premier but en sélection, lors d'un match amical face à la République centrafricaine. Titulaire ce jour-là, il ouvre le score, mais son équipe est rejoint et les deux formations se séparent sur match nul (1-1).
Le 13 novembre 2019, lors des éliminatoires de la Coupe d'Afrique des nations 2021, il se met en évidence en marquant son premier doublé en sélection, contre l'Angola, permettant à son équipe de l'emporter 1-3 à l'extérieur. Le 12 octobre 2021, lors d'une rencontre amicale, il récidive en marquant à nouveau deux buts, contre le Soudan du Sud.
Le sélectionneur belge, Tom Saintfiet, déclare alors qu'« Assan Ceesay est le meilleur attaquant de l'histoire de la Gambie [...] Dans les 50 années passées, on n’a jamais eu un tel joueur ». C'est ainsi fort logiquement qu'il est retenu afin de participer à la Coupe d'Afrique des nations 2021 organisée au Cameroun.

## Palmarès
FC Zurich
- Championnat de Suisse (1)
  - Champion : 2022.